# Jerzmanowa (gmina)
Jerzmanowa est une gmina rurale du powiat de Głogów, Basse-Silésie, dans le sud-ouest de la Pologne. Son siège est le village de Jerzmanowa, qui se situe environ 7 km au sud de Głogów et 87 km au nord-ouest de la capitale régionale Wrocław.
La gmina couvre une superficie de 63,44 km2 pour une population de 3 232 habitants.

## Géographie
La gmina est bordée par les gminy de Głogów, Pęcław, Polkowice et Rudna.
La gmina contient les villages de Bądzów, Gaiki, Jaczów, Jerzmanowa, Kurów Mały, Kurowice, Łagoszów Mały, Maniów, Modła, Potoczek et Smardzów.